# The Heart of the Truest Believer
The Heart of the Truest Believer es el episodio estreno de la tercera temporada de la serie de televisión estadounidense de fantasía y drama, Once Upon a Time. El episodio se transmitió originalmente en los Estados Unidos el 29 de septiembre de 2013, mientras que en América Latina el episodio debutó el 8 de octubre de 2013 a tan solo una semana de su estreno original. El episodio fue coescrito por los creadores de la serie: Edward Kitsis y Adam Horowitz, y la dirección general del episodio estuvo a cargo de Ralph Hemecker.
En este episodio Emma, David, Mary Margaret, Regina, el Sr. Gold y Garfio se unen y viajan hasta el país de Nunca Jamás con el objetivo de rescatar a Henry de las garras del peligroso y tiránico gobernante de la legendaria tierra mágica: Peter Pan.

## Argumento

### 11 Años antes
Justo a las 8:15 una adolescente Emma de 17 años da a luz por primera vez a su primogénito, un niño saludable a quien decide dar en adopción debido a que no se cree lista para ser madre. 

### En el presente del Bosque Encantado
Neal/Baelfire se despierta en el castillo de Aurora junto a la princesa, la pareja de esta el príncipe Phillip y la leal y valiente guerrera Mulan; los tres le explican como lo encontraron y eventualmente lo terminaron salvando de una muerte segura. Sin embargo Neal está más preocupado por la seguridad de su familia, ahora que sabe que su ex-prometida Tamara es una amenaza.
Aurora deduce de inmediato que Neal es la pareja de Emma y por lo tanto el padre de Henry. Poco después se ofrece a utilizar su recién adquirida habilidad de caminar en el mundo de los sueños para poder comunicarse con el niño. Cuando su plan fracasa, Neal llega a una sola alternativa: encontrar el palacio de su padre para poder usar magia. 
Mulan se ofrece a acompañar a Neal y una vez que los dos llegan al Palacio Oscuro se topan con la sorpresa de encontrar en el lugar a Robin Hood, quien se revela como uno de los pocos personajes de los cuentos de hadas que no terminó siendo consumido por la maldición oscura, además de que usa los aposentos de Rumplestilskin como su refugio y nuevo hogar. A pesar de que Neal luce como un extraño para el príncipe de los ladrones, Robin Hood termina permitiéndole buscar lo que necesita, luego de enterarse de que Neal es hijo del mismo hombre que en el pasado le perdonó la vida. Neal decide usar un globo de nieve y de esa manera se entera de que Emma y Henry están en Nunca Jamás.        

### En Nunca Jamás
Emma, Regina, David, Mary Margaret, el Sr. Gold y Garfio se encuentran a sí mismos en el amplio mar que los conducirá al País de Nunca Jamás. Antes de seguir avanzando, el Sr. Gold revela que Nunca Jamás es un lugar donde los usuarios de la magia tienen mucha ventaja y aprovecha la situación para desplazarse sin su caracterizado bastón e iniciar su propia búsqueda por su nieto.
Mientras tanto en la isla, Greg/Owen y Tamara mantienen cautivo a Henry mientras esperan la llegada del resto de sus "compañeros", convencidos completamente de que están cada vez más cerca de eliminar la magia del mundo. En ese momento aparecen Félix y otros chicos perdidos, quienes para el descontento de los forasteros revelan que no tienen intención de acabar con la magia y que solo los usaron para poder atrapar a Henry. Cuando los dos adultos se rehúsan a entregar al niño, la sombra de Peter Pan le arranca la sombra a Greg, mientras que Tamara recibe una flecha en su hombro; obligando de esa manera a Henry a adentrarse en la jungla por su cuenta. Durante su escape Henry es ayudado por otro chico fugitivo, quien le revela que antes fue un antiguo chico perdido y que ahora solo quiere escapar del lugar, algo que espera lograr con un poco de polvo de hada que le robó a Peter Pan.
En el mar de Nunca Jamás, el resto del grupo comienza a recibir el ataque de varias sirenas que tratan de ahogarlos. Aunque David y Regina se logran deshacer de ellas, Emma se ve interesada en interrogar a una con el fin de encontrar una manera de llegar a Nunca Jamás inesperadamente. La sirena se rehúsa a hablar y llama una tormenta marina para asegurar que la liberen. Esto solo provoca una terrible explosión de desconfianza entre Mary Margaret, Regina, David y Garfio, quienes comienzan a pelear entre sí en plena tormenta. Solo Emma se da cuenta de que la tormenta es causada por sus diferencias, por lo que para arreglarlo, da un salto fuera del barco logrando que tanto sus enemigos como su familia finalmente olviden sus diferencias de manera temporal y así se concentren en salvarla. De esa manera los cinco logran llegar a la isla y llegan a la conclusión de que deben trabajar en equipo para poder salvar a Henry.      
Mientras tanto Gold continúa su búsqueda por Henry, topándose con Tamara en el proceso. Él finge querer ayudarla al sanar su herida con la flecha, pero en cuanto se entera del camino que Henry tomó cuando se separaron, Gold le arranca el corazón y mata a la mujer que cree que asesinó a su hijo. Más tarde, el oscuro se topa con Félix a quien le da la advertencia de no interponerse en su camino. Antes de terminar su conversación, Félix provoca que Gold llore al entregarle una especie de muñeco con una bata.
En otra parte de Nunca Jamás, Henry y el fugitivo son acorralados por más chicos perdidos, Henry en una muestra de valentía y fe, usa el polvo de hadas para conseguir volar junto al fugitivo. Desafortunadamente para Henry, el fugitivo se revela como el propio Peter Pan, quien le explica que con la prueba que le puso ha comprobado que en efecto, Henry es el dueño del corazón del verdadero creyente y tras esto le da su señal a los chicos perdidos para asegurarse de que Henry no escape.

## Producción
El 2 de julio de 2013, Adam Horowitz reveló el título del episodio a través de su Twitter. Más tarde la ABC publicó la primera promoción de la temporada el 23 de agosto del mismo año.
Edward Kitsis argumentó que algunos episodios estarían centrados en Peter Pan y sus intenciones hacia Henry, "pero como todo buen misterio, no descifrarán todo hasta que hayan visto los 11 episodios."